# Chanteius
Chanteius es un género de ácaros perteneciente a la familia Phytoseiidae.

## Especies
El género contiene las siguientes especies:
- Chanteius apoensis (Schicha & Corpuz-Raros, 1992)
- Chanteius contiguus (Chant, 1959)
- Chanteius guangdongensis Wu & Lan, 1992
- Chanteius hainanensis Wu & Lan, 1992
- Chanteius makapalus (Schicha & Corpuz-Raros, 1992)
- Chanteius nabiyakus (Schicha & Corpuz-Raros, 1992)
- Chanteius parisukatus (Schicha & Corpuz-Raros, 1992)
- Chanteius separatus (Wu & Li, 1985)
- Chanteius tengi (Wu & Li, 1985)